# Bajt za sekundu
Bajt za sekundu (značka B/s, Byte/s nebo Bps z anglického Bytes per second) – obecná jednotka udávající přenosovou rychlost počtem přenesených bajtů (byte). Zpravidla platí, že 1 B/s = 8 bit/s.

## Násobky jednotky
- Kilobajt za sekundu (kB/s, kByte/s, nebo KBps) – 1 kB/s = 1 000 B/s.
- Megabajt za sekundu (MB/s, MByte/s, nebo MBps) – 1 MB/s = 1 000 000 B/s.
- Gigabajt za sekundu (GB/s, GByte/s, nebo GBps) – 1 GB/s = 1 000 000 000 B/s
- Terabajt za sekundu (TB/s, TByte/s, nebo TBps) – 1 TB/s = 1012 B/s
- Petabajt za sekundu (PB/s, PByte/s, nebo PBps) – 1 PB/s = 1015 B/s

Od roku 1998 a aktualizace normy IEC 60027-2 jsou přepočty kilo, mega, giga a další násobky 1000 - vysvětlení lze nalézt v článku Bajt.

## Související jednotky
- Bit za sekundu (značka bit/s, někdy také b/s, nebo bps z anglického bit per second) je jednotka přenosové rychlosti. Jednotka udává, kolik bitů informace je přeneseno za jednu sekundu.

- Baud (Bd) – modulační rychlost (někdy také znaková rychlost) je jednotka udávající počet změn stavu přenosového média za jednu sekundu. Pro některé typy modulací může platit, že 1 baud = 1 b/s, ale obecně to neplatí.